# Piso acolchado
Un piso acolchado es un piso que absorbe los impactos, lo que le confiere un tacto más suave. Este tipo de suelos se considera el mejor para la danza y los deportes de interior y la educación física.
Mejoran el rendimiento y reducen en gran medida las lesiones. Las tarimas de danza modernas se apoyan en un soporte de espuma o en pies de goma, mientras que las tarimas tradicionales proporcionan su muelle mediante la flexión de listones de madera tejida.
El salón de baile con piso de muelles más antiguo del que se tiene constancia es el de la Premier House de Nueva Zelanda, cuando se amplió en 1872-73.
Los salones de baile con pisos de madera dura con muelles se remontan a finales del siglo XIX. El piso de muelles del Blackpool Tower Ballroom data de 1894. El Accrington Conservative Club del Reino Unido, construido en 1890, tenía un Gran Salón de Baile con piso de muelles.
Muchos otros salones de baile históricos tienen pisos de madera dura, como el Spanish Ballroom de Glen Echo Park, Maryland (1933), el Willowbrook Ballroom de Chicago (1921), el Crystal Ballroom de Portland, Oregón (1914), y el Carrillo Ballroom de Santa Bárbara, California (1914).
Los pisos acolchados están diseñados para amortiguar el rebote, por lo que a veces se denominan semimontadas. Por otro lado, un piso de muelles es un tipo de suelo diseñado para proporcionar rebote; se utilizan para ejercicios de piso en gimnasia o para animar.

## Terminología
A veces también se denomina suelo flotante. Sin embargo, este término se refiere más a menudo a un piso que aísla del ruido o a un piso elevado con conductos y cables por debajo, como en las instalaciones informáticas.
La capa superior de una tarima flotante es una duela de rendimiento. Puede ser un material natural como la madera maciza, la madera de ingeniería o el caucho, o puede ser una superficie sintética como el vinilo, el linóleo o el poliuretano.
En una tarima flotante, la superficie se denomina a menudo subsuelo. La mayoría de las tarimas de danza requieren un subsuelo nivelado para su instalación.
El término velocidad se refiere a la tracción (fricción cinética) de las superficies de rendimiento: rápido describe una superficie resbaladiza, y lento describe una superficie de mayor tracción, como el suelo de un gimnasio.

## Requisitos
Los requisitos básicos para un piso deportivo o una pista de baile son los mismos. Deben fomentar un rendimiento óptimo y ser seguros. Hay muchas diferencias entre lo que sería el mejor suelo para varios deportes y formas de baile. Sin embargo, los requisitos son lo suficientemente similares como para tener un piso adecuado para uso general; las excepciones, como el judo, suelen implicar el uso de colchonetas adicionales sobre el piso.
Estos requisitos básicos se tratan con más detalle en las normas que se enumeran a continuación.
- Debe tener la cantidad justa de holgura; no debe ser demasiado duro, que provoca lesiones por movimientos repetitivos, ni demasiado blando, que cansa.
- Debe ser uniforme y plana, con sólo una pequeña variación de características en toda la superficie.
- Debe ser elástico y devolver la energía para levantar los pies al moverse, pero no demasiado elástico como un trampolín.
- Debe absorber la energía de las caídas y reducir las lesiones.
- Debe tener una tracción adecuada: demasiado y el pie podría torcerse al girar, demasiado poco y puede ser peligrosamente resbaladizo.
- No debe haber ningún movimiento lateral. El movimiento lateral dificulta el equilibrio, por lo que las alfombras de pelo muy grueso pueden ser peligrosas para las personas mayores (sin embargo, una capa inferior gruesa es buena).
- Debe ser principalmente elástico por superficie más que por puntos. Debe deprimirse más como un suelo de madera que como uno de goma esponjosa, pero el efecto no debe extenderse demasiado, y la capa superficial puede ser elástica puntual.
- Debe ser fácil ver la acción en el suelo: no debe ser demasiado claro ni oscuro.
- No debe ser ni demasiado ruidoso ni demasiado silencioso en su uso.
- No debe resultar peligroso si se derrama algún líquido sobre él, y debe ser fácil de limpiar dichos derrames. Esta es una de las principales causas de lesiones.

Además, muchos de estos pisos son polivalentes. Por ejemplo, un salón comunitario puede utilizarse para grupos de juego y de la tercera edad, para bailes, aeróbic y deportes, y para asientos para obras de teatro. El suelo puede tener que soportar objetos pesados, como pianos. También puede haber requisitos de facilidad de limpieza y mantenimiento. El coste de las reparaciones tras los daños causados por vándalos o tacones de aguja también es un factor a tener en cuenta. Tenga en cuenta que la necesidad de servir a múltiples propósitos a menudo puede ser facilitada por el uso de una cubierta de piso de gimnasio para proteger el piso.
No existe una norma de seguridad combinada aplicable a múltiples situaciones, como las superficies de los parques infantiles, los pisos con muelles o el uso en centros de ancianos, pero una especificación que se ajuste a una norma mínima de deportes o danza debería ser adecuada para evitar lesiones graves (por ejemplo, rotura de huesos) en el caso de los niños que se caen desde 0.61 m, como en el caso de una mesa para niños pequeños, o lesiones de cadera en los ancianos.

## Construcción de una tarima de danza
Hay varios tipos de tarimas de danza:
- Cestería tradicional de madera
- Madera con almohadillas de neopreno de alta dureza. A veces se utilizan tanto las almohadillas de tejido de cesta como las de neopreno.
- Gomaespuma con una capa de madera u otra zona elástica encima
- Algunos suelos de muelles utilizan resortes reales: los pisos de muelles especiales utilizados por las animadoras y las acróbatas suelen tener resortes en espiral debajo.

La construcción puede estar integrada en la zona, o estar compuesta por módulos que se encajan entre sí y pueden desmontarse para las visitas.

Plancha de tarima flotante de perfil bajo con resistencia de dos etapas y protección contra sobrecarga

Las salas de espectáculos deben diseñarse y construirse teniendo en cuenta los suelos elásticos. El suelo debe tener una profundidad mínima de 10 centímetros. Esto puede suponer una gran limitación a la hora de colocar una tarima de danza en una sala no diseñada para ello. La mayoría de las tarimas pueden tener un máximo de 5 cm, y algunas tarimas de danza diseñadas para reformas tienen una profundidad de hasta 3 cm. Se necesitarán rampas para sillas de ruedas en las puertas. Si la rampa se encuentra fuera del vestíbulo, las puertas necesitarán que se recorten los fondos (alivio) y, por tanto, se reducirá su altura. Las rampas pueden tener una inclinación de 1:12 como máximo, y también pueden necesitar una zona de seguridad a su alrededor. Así, si el suelo tiene 5 cm de profundidad, la rampa debe tener 60 cm (24 pulgadas) de longitud o más. El subsuelo debe aplanarse, bien con cemento de nivelación, bien con una paleta muy cuidadosa, o bien con cuñas y una capa de masonita. El cemento nuevo debe dejarse secar durante al menos un mes. Debe utilizarse una barrera de vapor de membrana para evitar la humedad del suelo.

Tarima flotante semitradicional

Un piso semitradicional tendría listones de madera colocados sobre almohadillas de neopreno, que es más duradero que el caucho. Las almohadillas suelen colocarse a una distancia de 40-50 cm y tienen un grosor de 1 a 2.5 cm. A continuación, se colocan más listones de madera en ángulo recto, a medio camino entre las almohadillas. Un piso tradicional puede tener tres capas de este muelle. A continuación, se colocan dos capas de madera contrachapada encima, desplazadas entre 45 y 90 grados para que las juntas no coincidan. El contrachapado reparte la carga. Por último, la superficie propiamente dicha está hecha de una capa de madera resistente y duradera, como el roble, el haya o el arce, u otros tipos de madera que se recubren con una superficie de vinilo. También puede haber una disposición para evitar que el suelo se hunda demasiado si se coloca un peso muy elevado sobre él.
Normalmente debe haber un hueco bastante amplio entre el suelo y la pared para permitir la dilatación y la circulación del aire. A menudo se cubre con un zócalo o una moldura, para que el hueco sea menos evidente. Debido a que el suelo es independiente, en lugar de estar conectado a las paredes o viguetas, también se denomina suelo flotante.
La duela de rendimiento suele ser de vinilo o de madera dura, de madera de ingeniería o de laminado. En el caso de la danza, la superficie puede ser sustituible, de modo que un teatro puede adaptarse fácilmente a la danza de ballet o de claqué.

### Generar energía a partir de la danza
Varias discotecas ecológicas, como el Club Watt de Róterdam, han instalado suelos con muelles que ayudan a generar energía para su música y sus espectáculos de luces. Los suelos están suspendidos sobre transductores que actúan como amortiguadores. Para absorber la energía producida por los bailarines, se utilizan cristales piezoeléctricos. Al comprimirse, estos cristales cargan las baterías cercanas.

### Células abiertas y cerradas
Las almohadillas de neopreno utilizadas en los tarimas de danza pueden describirse como de células abiertas o de células cerradas. Una célula es un vacío en el interior del neopreno, que puede ser una sola célula o una red de pequeñas células.
Una célula cerrada es como un globo, en el que el aire del interior no puede escapar y la almohadilla rebota y devuelve la mayor parte de la energía introducida. Una almohadilla con muchas celdas pequeñas y cerradas también puede denominarse espuma, pero normalmente sólo se utiliza una única celda cerrada grande, ya que la celda puede expandirse lateralmente y, por tanto, proporciona características más parecidas a las de un muelle largo.
Las celdas abiertas tienen pequeños agujeros que dejan escapar el aire del interior y tienden a disipar el aporte de energía. Una almohadilla con muchas celdas abiertas también puede denominarse esponja.
Como en todo lo relacionado con los suelos de muelles, a menudo se utiliza una combinación de tipos. Un núcleo de durómetro más blando puede tener una capa exterior más dura para que las caídas fuertes encuentren más resistencia en lugar de "tocar fondo" en un subsuelo de hormigón. Esto también protege contra la deformación por pesos elevados, como los pianos.

### Pistas de baile portátiles
Las pistas de baile portátiles son pisos de baile móviles que proporcionan una superficie temporal para bailar. Pueden instalarse rápidamente en cualquier zona mediante la colocación de paneles y colocarse en un carro para facilitar su almacenamiento. Pueden diseñarse tanto para uso en interiores como en exteriores.
Una pista de baile portátil suele tener un grosor de entre 1⁄2 y 1 pulgada (entre 1,3 y 2,5 cm), y se compone de muchos paneles de 3 pies × 3 pies (0,91 m × 0,91 m) para crear el tamaño deseado. Los bordes de los paneles son de madera, lo que permite a los usuarios entrar en el suelo de forma segura. Los paneles portátiles están construidos con parqué de roble, para uso en interiores, o con aluminio y laminado de nido de abeja para uso en interiores y exteriores. Otros suelos de baile portátiles están hechos de una base de polipropileno con una superficie superior laminada de calidad comercial. Estos suelos son extremadamente duraderos y se utilizan a menudo en las industrias de la organización de eventos y la hostelería. Mientras que los suelos de baile portátiles de estilo más antiguo presentan una construcción de madera maciza, muchos suelos de baile portátiles utilizan un sistema de enclavamiento para un sistema sencillo de conexión de las piezas. Los suelos de baile portátiles de alta calidad y resistentes a la intemperie también están diseñados para ser utilizados tanto en interiores como en exteriores.
Las pistas de baile portátiles se utilizan habitualmente para eventos como fiestas y bodas o conferencias en las que no hay una pista de baile permanente disponible. También pueden utilizarse en cruceros o en escuelas como forma de aprovechar el espacio limitado.

## Normas
Las mismas normas son aplicables a la danza y al deporte. Describen las normas mínimas adecuadas para una sala de uso general. Los rangos de parámetros son lo suficientemente amplios como para cubrir también la optimización de la mayoría de las salas de uso especial:
- La EN 14904 es una nueva norma europea que sustituirá a las normas nacionales europeas.[18] También se ocupa explícitamente de algunos suelos de uso especial. El British Sports Council tiene un folleto al respecto.[19]
- La norma alemana DIN 18032 parte 2 se consideró durante mucho tiempo la mejor práctica.[20]
- La BS 7044 parte 4 era la norma británica para las superficies deportivas artificiales. Ha sido sustituida por la norma BS EN 14904: 2006.[21]

## Historia
No parece haber una historia investigada de los pisos de muelles. De hecho, su uso ha pasado de moda con la invención de sistemas propios. No se ha percibido una gran necesidad hasta hace poco, cuando se empezaron a utilizar de forma generalizada las losas de hormigón para los subsuelos. Antes de eso, los pisos eran principalmente de tierra o utilizaban madera sobre viguetas, y ambos proporcionan cierta amortiguación de los golpes. Los primeros suelos con muelles solían utilizar muelles de espiral o de hoja, de ahí su nombre; estos pisos tendían a rebotar, pero los pisos modernos han suprimido este efecto de "trampolín" y por eso suelen llamarse semimontados. También se han utilizado otros materiales; un ejemplo notable es la tarima flotante de Danceland, en Manitou Beach, que se construyó en 1928 con muelles de crin enrollados bajo un suelo de arce.
Las primeras referencias en la web parecen ser:
- La casa del primer ministro de Nueva Zelanda se amplió en 1872-73. La construcción incluyó un salón de baile con piso de muelles y el primer ascensor de Nueva Zelanda.[2][3][4]
- El Cosmopolitan Hall, un salón de baile con piso de muelles, se construyó en la zona de Over-the-Rhine de Cincinnati en 1885.[23][24][25]

Poco después de 1900 se instalaron muchos pisos de danza en lugares como embajadas, hoteles y clubes privados. El uso de tarimas de danza se disparó con la apertura de grandes salas de baile públicas entre 1920 y 1945.
El uso de pisos de muelles para el deporte se remonta a los Juegos Olímpicos de 1936 en Berlín; antes de eso, los ejercicios de suelo se realizaban sobre hierba. Los pisos de muelles para acróbatas profesionales son probablemente muy anteriores.